# Dakota del Norte
Dakota del Norte (en inglés, North Dakota) es uno de los cincuenta estados que, junto con Washington D. C., forman los Estados Unidos de América. Su capital es Bismarck y su ciudad más poblada, Fargo. Está ubicado en la región Medio Oeste del país, división Centro Noroeste, limitando al norte Canadá, al este con Minesota, al sur con Dakota del Sur y al oeste con Montana. Con 672 591 habitantes en 2010 es el tercer estado menos poblado —por delante de Vermont y Wyoming, el menos poblado— y con 3,67 hab/km², el cuarto menos densamente poblado, por delante de Montana, Wyoming y Alaska, el menos densamente poblado. Fue admitido en la Unión el 2 de noviembre de 1889, como el estado número 39.
Las principales universidades públicas se encuentran en Grand Forks y Fargo. La Fuerza Aérea de los Estados Unidos opera bases aéreas cerca de Minot y Grand Forks. Dakota del Norte se ha resistido a la Gran Recesión con un auge de los recursos naturales, en particular la extracción de petróleo de la formación Bakken, que se encuentra debajo de la parte occidental del estado. El desarrollo ha impulsado un fuerte crecimiento de trabajo y población, así como una baja tasa de desempleo.

## Historia
Previo al contacto con los europeos, los nativos americanos habían habitado Dakota del Norte desde hacía miles de años. El primer europeo en llegar a la zona fue el comerciante francocanadiense Pierre Gaultier de Varennes, quien dirigió un grupo de exploración a las aldeas Mandan en 1738.

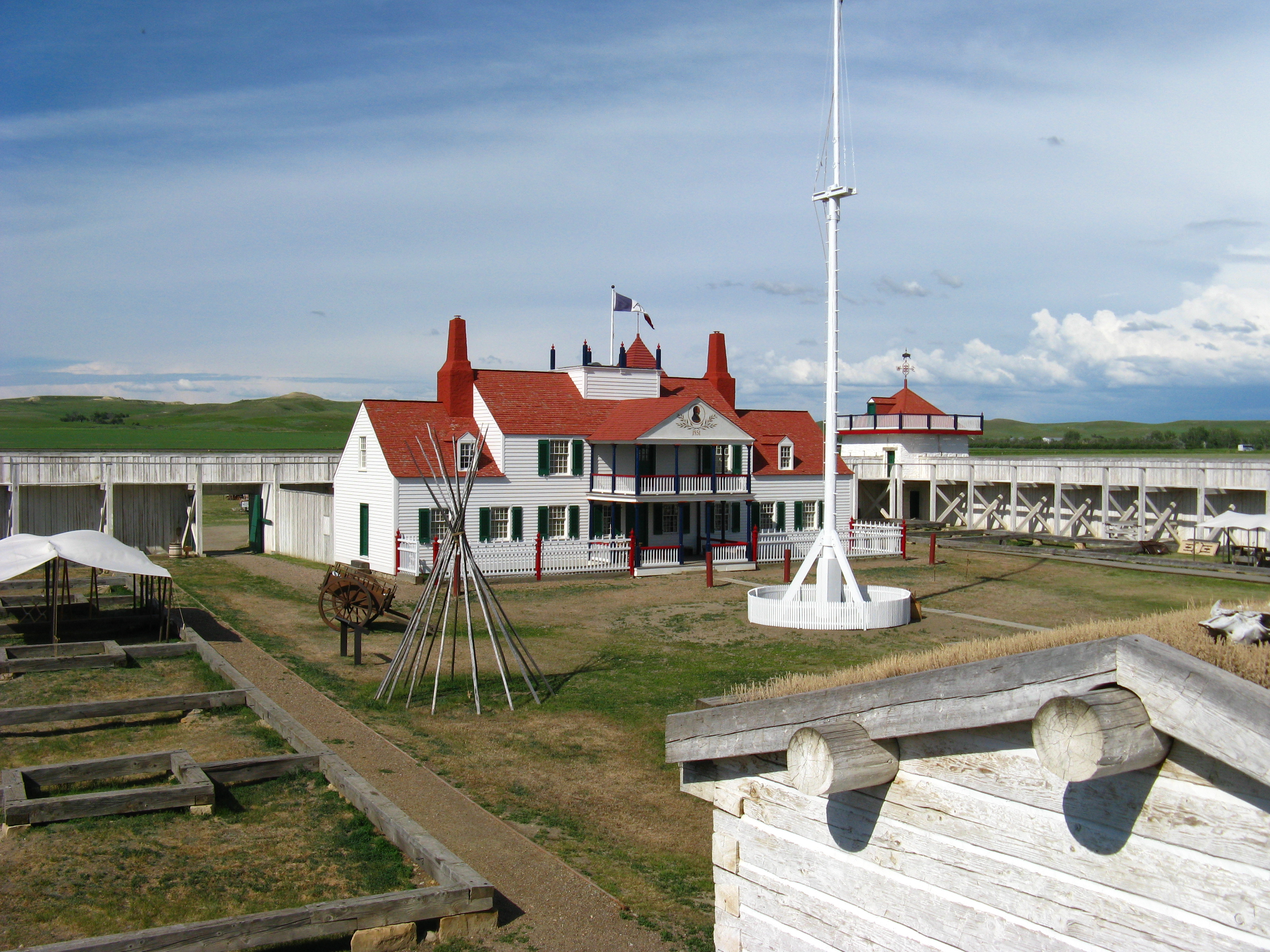
Fort Union Trading Post, un Hito Histórico Nacional de los Estados Unidos.

El Territorio de Dakota estaba poco poblado hasta finales del siglo XIX, cuando los ferrocarriles entraron en la región y con fuerza comercializaron la tierra. Hubo un proyecto de ley general para la estadidad de Dakota del Norte, Dakota del Sur, Montana y Washington titulado la Ley Habilitante de 1889, la cual se aprobó el 22 de febrero de 1889 durante el gobierno de Grover Cleveland, pero este dejó a cargo de su sucesor, Benjamin Harrison, firmar la proclamación formal de admisión de la Unión para Dakota del Norte y Dakota del Sur el 2 de noviembre de 1889.
La rivalidad entre los dos nuevos estados presentó un dilema sobre cual de los dos iba a ser admitido primero en la Unión. Benjamin Harrison ordenó al Secretario de Estado James G. Blaine que mezclara los papeles y ocultara de su vista lo que estaba firmando primero por lo que no se sabe cuál de las dos Dakotas fue admitida antes. Para solucionar este altercado a la hora de publicar la admisión en los Statutes at Large, se optó por usar el orden alfabético, estando Dakota del Norte antes que Dakota del Sur. Desde ese día, se ha convertido en algo común para enumerar las Dakotas alfabéticamente y por lo tanto Dakota del Norte por lo general aparece como el estado número 39.

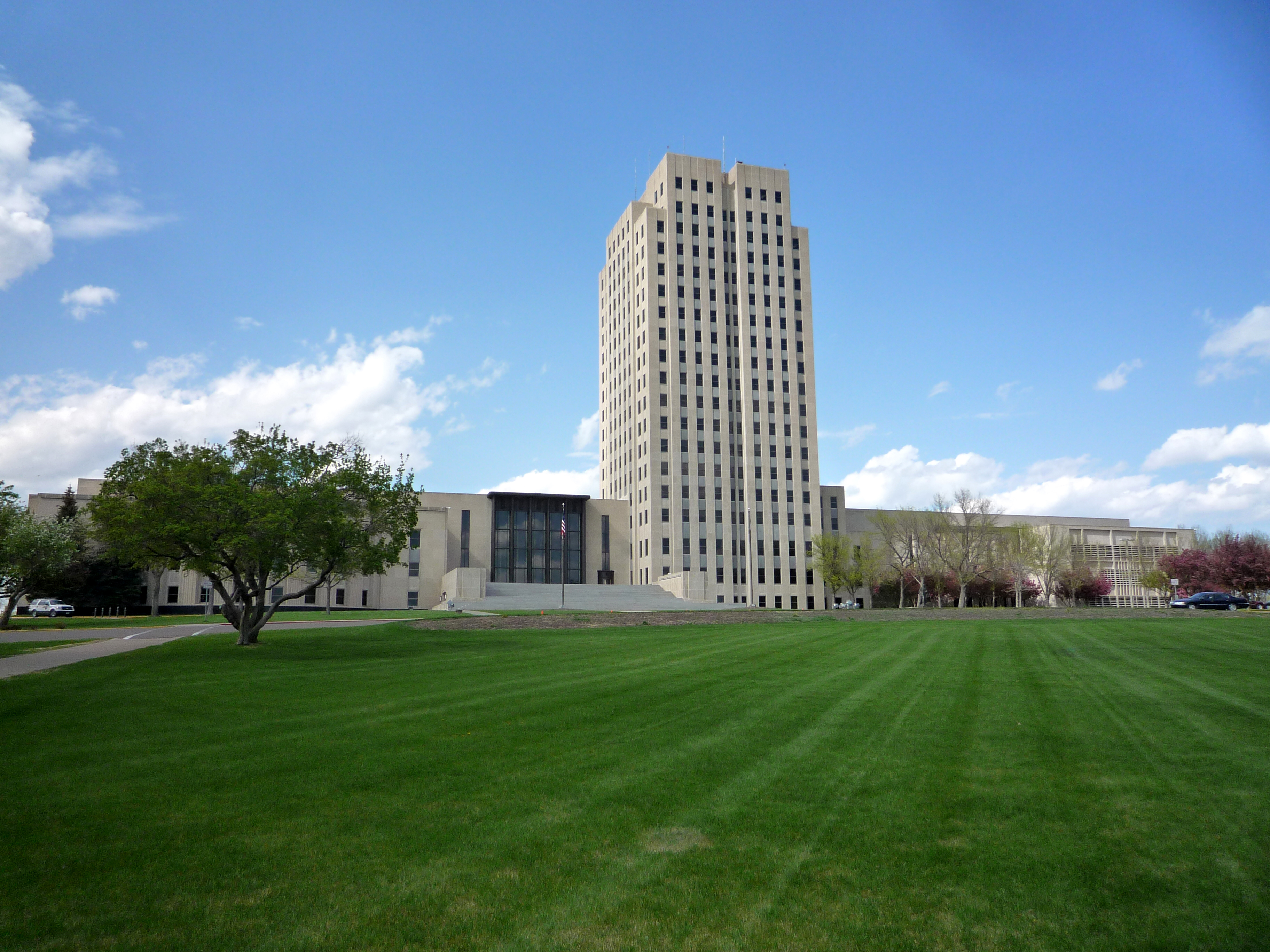
Capitolio de Dakota del Norte, en Bismarck

El primer Capitolio de Dakota del Norte se incendió el 28 de diciembre de 1930, y fue reemplazado por un edificio con fachada de piedra caliza al estilo art déco que aún sigue en pie.

## Geografía física
Dakota del Norte se encuentra en la región de los EE. UU. conocida como las Grandes Llanuras. El estado comparte el río Red del Norte con Minnesota en el este; Dakota del Sur se encuentra hacia el sur, Montana se encuentra al oeste, y las provincias canadienses de Saskatchewan y Manitoba se encuentran al norte. Dakota del Norte se encuentra cerca del centro geográfico de América del Norte, indicado con un marcador de piedra en Rugby, que marca el «centro geográfico del subcontinente norteamericano». Con un área de 183 058 km², Dakota del Norte es el 17º estado más grande.
Las mitades occidental y norte del estado está conformada por colinas de las Grandes Llanuras y las Badlands, respectivamente. De hecho, el punto más alto del estado, White Butte, a 3506 pies (1069 m) de altura, y el parque nacional Theodore Roosevelt,¡ se encuentran en las Badlands. La región es abundante en combustibles fósiles como el gas natural, el petróleo crudo y el carbón lignito. El río Misuri forma en el lago artificial Sakakawea, controlado por la presa Garrison, la tercera masa artificial de agua en los Estados Unidos por volumen acumulado, detrás de los lagos Mead y Powell.
La región central del estado se divide en la Drift Prairie y la meseta del Misuri. La parte oriental del estado se corresponde con la llanura del río Rojo del Norte (el fondo del lago glacial Agassiz). Su suelo fértil, drenado por el serpenteante río Rojo fluye hacia el norte en el lago Winnipeg, soporta una gran industria agrícola. El lago Devils, el cuerpo de agua natural más grande en el estado, también se encuentra en el este.
El este de Dakota del Norte es en general llano. Sin embargo, hay colinas y buttes significativas en el oeste de Dakota del Norte. La mayor parte del estado está cubierto de pastizales, que cubren la mayor parte del este de Dakota del Norte pero son cada vez más escasos en el centro y más al oeste. Los árboles naturales en Dakota del Norte se encuentran generalmente donde hay buen drenaje, como los barrancos y los valles cerca de la Garganta del río Pembina y las montañas Killdeer, las montañas Turtle, las colinas alrededor del lago Devils, en el área de las dunas del condado de McHenry en el centro del estado, y a lo largo de las laderas del valle y delta del río Sheyenne. Este terreno diverso alberga casi 2000 especies de plantas.

### Clima
Dakota del Norte es un buen ejemplo de clima continental: se encuentra alejada de cualquier gran masa de agua que pudiera contribuir a moderar su clima. Por ello, el clima de este estado puede ser muy caluroso y húmedo en verano, y muy frío en invierno.
El encuentro de masas de aire cálido provenientes del Golfo de México con masas de aire frío provenientes de las regiones árticas suele provocar fuertes vientos en la región. En verano, la colisión de estas distintas corrientes a menudo produce tormentas eléctricas y en ocasiones también granizadas y tornados. En invierno, el clima tiende a ser más estable (frío y seco), aunque el constante viento puede traer ráfagas de nieve en cualquier momento. A finales del otoño o a comienzos de la primavera puede haber fuertes tormentas de nieve.
En Dakota del Norte se han registrado temperaturas de hasta –51 °C en invierno y 49 °C sobre cero en verano.
| Temperatura | Ene   | Feb   | Mar  | Abr  | May  | Jun  | Jul  | Ago  | Sept | Oct  | Nov  | Dic   |
| ----------- | ----- | ----- | ---- | ---- | ---- | ---- | ---- | ---- | ---- | ---- | ---- | ----- |
| Máxima (°C) | –10,3 | –7,2  | 1,3  | 11,6 | 19,3 | 22,9 | 25,2 | 29,6 | 21,5 | 14,4 | 3,7  | –7,5  |
| Mínima (°C) | –21,5 | –19,8 | –9,4 | –4,7 | 5,6  | 10,5 | 13,3 | 16,7 | 8,3  | 4,2  | –8,8 | –17,4 |

## Administración y política
Los partidos políticos más importantes en Dakota del Norte son el Partido Republicano y el Partido Demócrata NPL de Dakota del Norte.

## Demografía

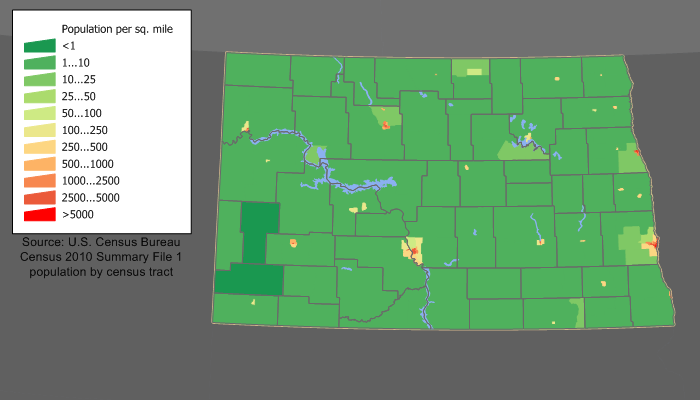
Densidad poblacional de Dakota del Norte (censo de 2010)

Según el censo de 2020, en ese momento el estado de Dakota del Norte tenía una población de 779 094 habitantes.
| Raza                   | Núm.    | Porc.  |
| ---------------------- | ------- | ------ |
| Blancos                | 645 938 | 82.9%  |
| Afroamericanos         | 26 783  | 3.4%   |
| Amerindios             | 38 914  | 5.0%   |
| Asiáticos              | 13 213  | 1.7%   |
| Isleños del Pacífico   | 924     | 0.1%   |
| Otras razas            | 11 382  | 1.5%   |
| De una mezcla de razas | 41 940  | 5.4%   |
| Total                  | 779 904 | 100.0% |

Del total de la población, el 4.3% eran hispanos o latinos de cualquier raza.

### Religiones
Según una estimación del Pew Research Center de 2014, los habitantes del estado profesan las siguientes religiones:
- Cristianismo: 77 %
  - Protestantismo: 51 %
    - Mainline protestantism (metodismo, presbiterianismo, entre otras): 28 %
    - Evangelicalismo: 22 %

  - Catolicismo: 26 %
- Sin religión: 20 %

### Principales ciudades
- Fargo
- Bismarck (capital del estado)
- Grand Forks
- Minot

### Regiones
Badlands, Meseta del Misuri, Drift Prairie, Valle del río Rojo, Turtle Mountains

### Ciudades de más de 5000 habitantes
- Bismarck
- Devils Lake
- Dickinson
- Fargo
- Grand Forks
- Jamestown
- Mandan
- Minot
- Valley City
- Wahpeton
- West Fargo
- Williston

Solo Fargo, Bismark y Grand Forks tienen más de 50 000 habitantes.

### Ciudades entre 1000 y 5000 habitantes
- Beach
- Beulah
- Bottineau
- Bowman
- Burlington
- Cando
- Carrington
- Casselton
- Cavalier
- Cooperstown
- Crosby
- Ellendale
- Garrison
- Grafton
- Hankinson
- Harvey
- Hazen
- Hettinger
- Hillsboro
- Horace
- Kenmare
- Langdon
- Larimore
- Lincoln
- Linton
- Lisbon
- Mayville
- New Rockford
- New Town
- Oakes
- Park River
- Rolla
- Rugby
- Stanley
- Thompson
- Tioga
- Velva
- Walhalla
- Washburn
- Watford City
- Wishek

## Personas destacadas
- Josh Duhamel (n. 1972), actor y modelo;
- Clyfford Still (n. 1980), pintor;
- Kellan Lutz (n. 1985), actor;
- Wiz Khalifa (n. 1987), cantante

## Cultura

### Deporte
La ciudad de Bismarck fue la sede del equipo de baloncesto Dakota Wizards, de la NBA Development League, y es donde actualmente residen los Bismarck Bucks, de la Indoor Football League de fútbol americano.
La ciudad de Fargo es la sede del equipo de hockey sobre hielo Fargo Force, de la USHL. En esa ciudad también están los Fargo-Moorhead RedHawks de la American Association de béisbol.
A nivel universitario, el estado tiene dos equipos en la División I de la NCAA, los North Dakota Fighting Hawks y los North Dakota State Bison.